# Trans harmonic nights
Trans harmonic nights is het tweede studioalbum van Peter Baumann.

## Inleiding
Ten opzichte van zijn eerste album Romance 76 is de werksituatie van Baumann compleet veranderd. Tot 1977 maakte hij deel uit van Tangerine Dream dat een strikt schema kende van optredens, opnamen en vakantie. Baumann vond dat zijn bijdragen onvoldoende gewaardeerd werden en stapte op. Op Trans harmonic nights is Baumann drukker in de weer met sequences dan ooit bij TD, alwaar Christopher Franke daar meestentijds verantwoordelijk voor was. Mark Jenkins constateerde dat vooral Chasing the dream bol staat van de elektronische herhalingen al dan niet met modulatie (verandering van toonsoort).  
Het album werd opgenomen in de Paragon Studios in Berlijn. Die geluidsstudio had hijzelf ingericht om zijn werkzaamheden te verleggen naar dat van muziekproducent, onder andere voor Cluster, Conrad Schnitzler en Hans-Joachim Roedelius. De muziek kwam grotendeels tot stand na een opnamedag terwijl de studio ook nog deels in opbouw was. De muziek heeft ten opzichte van het werk van TD een (zeer) lichtvoetige klank, waarvan sommigen denken dat dat mede komt door zijn werk met Roedelius. 

## Musici
- Peter Baumann – analoge synthesizers, elektronica

Met
- Wolfgang Thierfeld – drumstel
- Bernhard Jobski – blaasinstrumenten
- Will Roper – blokfluit (tevens geluidstechnicus)

## Muziek
| Nr. | Titel                                 | Duur |
| --- | ------------------------------------- | ---- |
| 1.  | This day (Baumann)                    | 5:12 |
| 2.  | White bench and black beach (Baumann) | 5:31 |
| 3.  | Chasing the dream (Baumann)           | 4:36 |
| 4.  | Biking up the strand (Baumann)        | 2:27 |

| Nr. | Titel                       | Duur |
| --- | --------------------------- | ---- |
| 1.  | Phaseday (Baumann)          | 5:51 |
| 2.  | Meridian moorland (Baumann) | 3:28 |
| 3.  | The third site (Baumann)    | 6:21 |
| 4.  | Dance at dawn (Baumann)     | 3:58 |

Het album werd opgedragen aan "Romance" (Dedicated to Romance)

## Nasleep
Ondanks dat het solowerk van Baumann (ten opzichte van het werk van TD) vrij onbekend is gebleven, kwamen er toch diverse heruitgaven van Trans harmonic nights. In 1990 kwam de eerste compact discversie, maar die verdween al snel weer van de markt; het bevat een tikfout; het eerste nummer heet daar This this day. In 2016 verschenen er zelfs twee vlak achter elkaar; een persing via Esoteric Reactive en via Bureau B (lp en cd); het platenlabel van Baumann zelf.